# Renate Heymer
Renate Heymer (* 5. April 1941)  ist eine deutsche Schauspielerin.

## Leben
Renate Heymer ist vorrangig in Film- und Fernsehproduktionen tätig.
Sie ist mit dem Regisseur, Drehbuchautor und Schauspieler Gunter Friedrich verheiratet und lebt in Berlin. Gemeinsam haben sie zwei Söhne, die ebenfalls im künstlerischen Bereich tätig sind. 

## Filmografie
- 1963: Nebel
- 1967: Das Mädchen auf dem Brett
- 1968: Abschied
- 1968: Die Russen kommen
- 1970: Aus unserer Zeit (Episode 4)
- 1973: Die Hosen des Ritters von Bredow
- 1973: Die sieben Affären der Doña Juanita (vierteiliger Fernsehfilm)
- 1974: Warum kann ich nicht artig sein
- 1975: Das unsichtbare Visier (Fernsehserie, Folgen 4 und 5)
- 1977: Ein Schneemann für Afrika
- 1977: Du und icke und Berlin (Fernsehfilm)
- 1979: Ich – dann eine Weile nichts (Fernsehfilm)
- 1979: Polizeiruf 110: Tödliche Illusion (Fernsehreihe)
- 1980: Seitensprung
- 1980: Archiv des Todes (Fernsehserie, Folge 6)
- 1980: Polizeiruf 110: Vergeltung?
- 1980: Unser Mann ist König (Fernsehserie, Folge 1)
- 1982: Spuk im Hochhaus (Fernsehserie, Folge 7)
- 1982: Das große Abenteuer des Kaspar Schmeck (Fernsehserie, 3 Folgen)
- 1983: Polizeiruf 110: Eine nette Person
- 1983: Pianke (Fernsehfilm)
- 1985: Zahn um Zahn (Fernsehserie, Folge 4)
- 1985: Besuch bei van Gogh
- 1985: Polizeiruf 110: Verlockung
- 1985: Die dritte Frau (Fernseh-Zweiteiler)
- 1985: Unternehmen Geigenkasten
- 1987: Polizeiruf 110: Zwei Schwestern
- 1987: Hasenherz
- 1987: Mensch Hermann (Fernsehserie, Folge 2)
- 1988: Polizeiruf 110: Amoklauf
- 1989: Polizeiruf 110: Mitternachtsfall
- 1989: Die Beteiligten
- 1991: Die Sprungdeckeluhr
- 1991: Polizeiruf 110: Big Band Time
- 1991: Jugend ohne Gott (Fernsehfilm)
- 1991: Der Besucher
- 1993: Die Gespenster von Flatterfels (Fernsehserie, Folgen 9 bis 12)
- 1996: Für alle Fälle Stefanie (Fernsehserie, Folge: 37)

## Theater
- 1988: Maxim Gorki: Wassa Schelesnowa – Regie: Barbara Abend (Theater im Palast – TiP Berlin)

## Hörspiele
- 1971: Zofia Posmysz: Ave Maria (weibliche Stimme) – Regie: Helmut Hellstorff (Hörspiel – Rundfunk der DDR)
- 1990: Rita Herbst: Eine schrecklich nette Person (Frau Hinze) – Regie: Detlef Kurzweg (Kriminalhörspiel/Kurzhörspiel – Rundfunk der DDR)